# Viktor Gyökeres
Viktor Einar Gyökeres, född 4 juni 1998 i Stockholm, är en svensk fotbollsspelare som spelar för Arsenal i Premier League och det svenska landslaget.
Den 16 december 2024 tilldelades han Guldbollen.

## Klubbkarriär

### IFK Aspudden och IF Brommapojkarna
Viktor Gyökeres spelade i IFK Aspudden från det han var 6 år tills han var 16 år. Därefter spelade han i Brommapojkarna; från 16 till 19 års ålder.
Gyökeres debuterade för IF Brommapojkarna i Superettan den 8 augusti 2015 i en 1–2-förlust mot Östersunds FK, där han byttes in i den 85:e minuten i stället för Nikola Grubjesic. Den 20 augusti 2015 gjorde Gyökeres sina första två mål i A-laget i Svenska cupen mot IF Sylvia.

### Brighton & Hove Albion
Den 6 september 2017 meddelade Brommapojkarna att Gyökeres lämnade klubben, efter att ha hjälpt upp dem till Allsvenskan, för Brighton & Hove Albion i Premier League. Gyökeres tillbringade den första tiden i klubbens U23-lag och den 28 augusti 2018 fick han debutera i A-laget mot Southampton i Ligacupen. Men någon match i Premier League blev det inte för Viktor Gyökeres under de fyra säsongerna han tillhörde Brighton & Hove Albion. 
Den 25 juli 2019 lånades Gyökeres ut till tyska FC St. Pauli på ett låneavtal över säsongen 2019/2020. Gyökeres gjorde sju mål och fyra assist på 29 ligamatcher för St Pauli i Tysklands andradivision.
Tillbaka i Brighton gjorde Gyökeres ett mål den 17 september 2020 i en match i Ligacupen mot Portsmouth FC. Den 2 oktober 2020 lånades Gyökeres ut till Swansea City i Championship på ett säsongslångt avtal. Men han drabbades av covid-19, så det blev bara tolv matcher och ett mål för Gyökeres i Swansea, så låneavtalet bröts efter årsskiftet. Den 15 januari 2021 lånades han i stället ut till Championship-laget Coventry City över resten av säsongen. Den 21 januari 2021 gjorde han sitt första ligamål för Coventry mot Sheffield Wednesday, och det blev ytterligare 2 ligamål i hans 19 framträdanden på vårsäsongen, varav 7 från start.

### Coventry City
Den 9 juli 2021 köptes Gyökeres loss av Coventry City, där han skrev på ett treårskontrakt. Efter målet i premiären i Championship mot Nottingham Forest, den 8 augusti 2021, blommade Gyökeres ut till en riktig målmaskin i Coventry. 17 mål på 45 matcher blev det säsongen 2021/2022. Under novembers fyra matcher 2022 stod Gyökeres för fyra mål. Det uppmärksammades av Sky Sports som utsåg anfallaren till "månadens spelare" i Championship. Säsongen 2022/2023 gjorde han 21 mål och blev tvåa i skytteligan i Championship. Gyökeres gjorde 43 mål och 17 assist på totalt 116 tävlingsmatcher i liga och cuper för Coventry.

### Sporting Lissabon
Torsdagen den 13 juli 2023 meddelade Coventry att Gyökeres skrivit på för Sporting Lissabon. Kontraktet är gällande till 2028, och den rapporterade övergångssumman var 24 miljoner euro. Det var Coventrys dyraste försäljning genom tiderna och samtidigt Sporting Lissabons dyraste värvning. 
Gyökeres gjorde mål direkt i debuten för Sporting Lissabon den 12 augusti 2023 mot FC Vizela. Han gjorde stor succé, och klubben vann sin 20:e ligatitel samtidigt som han vann skytteligan i Primeira liga med 29 mål. Gyökeres målform höll i sig, och den 5 november 2024 gjorde han ett hattrick i Champions League-matchen mot Manchester City, och toppade därmed skytteligan i Champions League.
Den 14 december 2024 gjorde han mål mot Boavista. Målet var nummer 61 för året, vilket endast sju fotbollsspelare lyckats med tidigare i historien. Gyökeres fick även pris av det Svenska Fotbollförbundet som årets forward för andra året i rad.
Gyökeres tilldelades Guldbollen den 16 december 2024.
Han imponerade under hela säsongen och stod för totalt 39 mål i ligan och med det vann han även skytteligan. Gyökeres stod själv för 2–0-målet i den sista och helt avgörande ligamatchen mot Vitoria, när Sporting blev ligamästare. Veckan därpå, vann Sporting dessutom cupfinalen mot Benfica. Gyökeres kvitterade på straff i slutet av matchen och tog den till förlängning, när Sporting till slut vann med 3-1 och säkrade dubbeln. 
Med sina 54 mål på 52 matcher blev Gyökeres den svenska spelaren med flest mål under en klubblagssäsong, därutöver var hans totalt 67 måltillföranden (54 mål 13 assist) den näst bästa poängmässiga klubblagssäsongen av en svensk spelare, endast bakom Zlatan Ibrahimovic säsongen 15/16

### Arsenal
Den 26 juli 2025 blev det officiellt att Gyökeres skrivit på ett femårskontrakt med Arsenal. Londonklubben betalade runt 850 miljoner svenska kronor för den svenska landslagsanfallaren. Ett nytt rekord vad gäller svenska fotbollsspelare.Gyökeres debuterade för Arsenal, i en träningsmatch i Hongkong mot Tottenham Hotspur den 31 juli 2025 i slutskedet av matchen. Han gjorde sitt första mål för Arsenal i en träningsmatch mot Athletic Bilbao den 9 augusti 2025 på Emirates Stadium.

## Landslagskarriär
Den 8 januari 2019 gjorde Gyökeres debut i A-landslaget, i en träningslandskamp som tillhörde Januariturnén, i Qatar mot Finland. Gyökeres gjorde även sitt första A-landslagsmål i matchen som följde mot Island den 11 januari 2019. Han fortsatte att spela för U21-landslaget de följande två åren och var tillbaka i A-landslagstruppen i oktober 2021, och fick komma in som avbytare i slutminuterna i de båda VM-kvalmatcherna mot Kosovo och Grekland. I EM-kvalet 2023 startade Gyökeres i sex av de åtta matcherna, och gjorde tre mål.
Gyökeres vann skytteligan i Nations League 2024 och avslutade med fyra mål i årets sista landskamp mot Azerbajdzjan, när Sverige vann med 6–0.